# 松村站
松村站位于云南省石屏县松村，是蒙宝铁路的一个车站，车站中心里程为K136+516。始建于1972年7月，1973年1月竣工，1975年投入运营；原为货运站，现已废弃。隶属昆明铁路局，是四等站。
2020年11月，该站及宝秀～石屏段作为石屏米轨小火车二期项目开始整修与恢复，线路全长10.247km。松村站总规划面积约25亩。修复道路160米，支砌毛石挡土墙500m³，绿化面积2500㎡，改造旅游公厕110㎡、候车室250㎡，室外电路、给排水、旅游指示牌建设等。原计划2021年2月竣工，但由于年久失修且沿途村庄众多，预计2023年完工通车。